# بكتيريا إيجابية الغرام

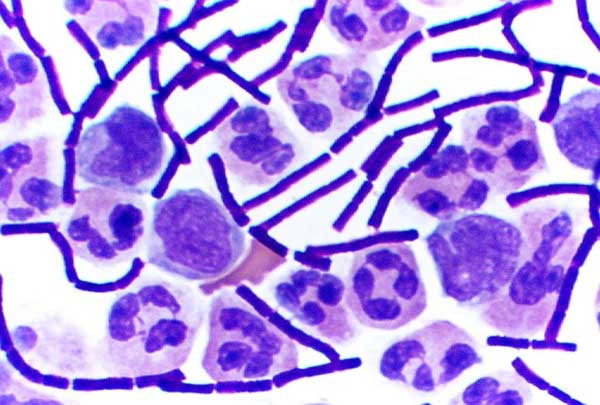

بكتيريا إيجابية الغرام وهي تختلف عن البكتيريا السالبة حسب غرام، حيث أنها تستطيع أن تحتفظ باللون البنفسجي أو الأزرق الغامق الناتج عن معالجتها بصبغة غرام بعد إضافة صبغة الصفرانين (حمراء اللون) وذلك لاحتواء جدارها الخلوي على مادة الببتيدوجليكان، أما في النوع السالب فالجدار لا يحتوي على هذه المادة وهي أقل سمكا من النوع الموجب فعند معالجتها بالصفرانين يتغير اللون إلى اللون الأحمر.

## بنية جُدر الجراثيم إيجابية الغرام
تمتلك الجراثيم إيجابية الغرام وسلبية الغرام عدة طبقات تغلف الخلية الجرثومية، وذلك بخلاف الخلايا الحيوانية التي تمتلك طبقة واحدة فقط مكونة من غلاف فوسفوليبيدي مضاعف. وتدعى الطبقة المحيطة بغشاء الجراثيم بطبقة الببتيدوجليكان، أو الجدار الخلوي.
تتكون طبقة الببتيدوجليكان من تتالي لثنائيات سكريد مرتبطة بـ 4 حموض أمينية لكل ثنائي سكريد. وترتبط سلاسل الحموض الأمينية للبيتيدوجليكان برابط تشاركي مع حموض أمينية أخرى من سلاسل مجاورة. ما يؤدي إلى بنية متقاطعة ثابتة.
يختلف جدار إيجابية الغرام عن سلبية الغرام بكونه سميكًا جدًا، وفيه كثير من تقاطعات سلاسل الحموض الأمينية. ومن عديدات السكريد الهامة الموجودة في جدار هذه الخلايا هو حمض التيكويك. وله أهمية في التعرف المصلي على أنواع إيجابية الغرام
- من أهم المكورات بالنسبة للإنسان: المكيرات منها المكورات العنقودية المكورة العنقودية و(المكورة الدقيقة، كوكوريا، Stomatococus)، والسبحيات منها المكورة اللبنية والمكورات المتسلسلة العقدية و(المكورة المعوية، Aerococcus، النستق، Gemella).
- من العصيات:
- هوائيّة غير بانية للبوغ: ليستيريا، إيريسيبيلوتريكس، الوتديات، نوكارديا.
```
- هوائيّة غير بانية للبوغ
-قليلة الأهمّيّة: أكتينومادورا Actinomadura، آراكنيا Aracnia، آركانوباكتيريوم Arcanobacterium، نوركاديوبسيس Norcadiopsis، أويرسكوفيا، رودوكوككوس Rhodococcus، روتيا Rothia، 
ستريبتوميسيس
، تسوكاموريلّا Tsukamurella.
```

```
- هوائيّة بانية للبوغ: 
العصوية
، ميكروبوليسبورا Micropolyspora، تيرموآكتينوميسيس Thermoactinomyces.
```

```
- ميكروهوائيّة حتّى لاهوائيّة غير بانية للبوغ: عصوية لبنية، بيفيدوباكتيريوم Bifidobacterium، بروبيونيباكتيريوم Propionibacterium، 
أويباكتيريوم
 Eubacterium، 
شعية فطرية
، 
تروفيريما ويبليي
 whipplei Tropheryma.
```

```
- لاهوائيّة بانية 
للبوغ
: 
كلوستريديوم
.
```

أخرى:
- شبيهة بالموجبة حسب غرام: ميكوباكتيريوم.